# Gumperda
Gumperda ist eine Gemeinde im Südwesten des Saale-Holzland-Kreises in Thüringen und Teil der Verwaltungsgemeinschaft Südliches Saaletal. Die Gemeinde besteht aus den Ortsteilen Gumperda und Röttelmisch.

## Geografie
Gumperda liegt fünf Kilometer westlich von Kahla im Reinstädter Grund, an der Thüringer Porzellanstraße und wird vom Reinstädter Bach durchflossen. Gumperda liegt 22 km von Jena entfernt.

## Geschichte

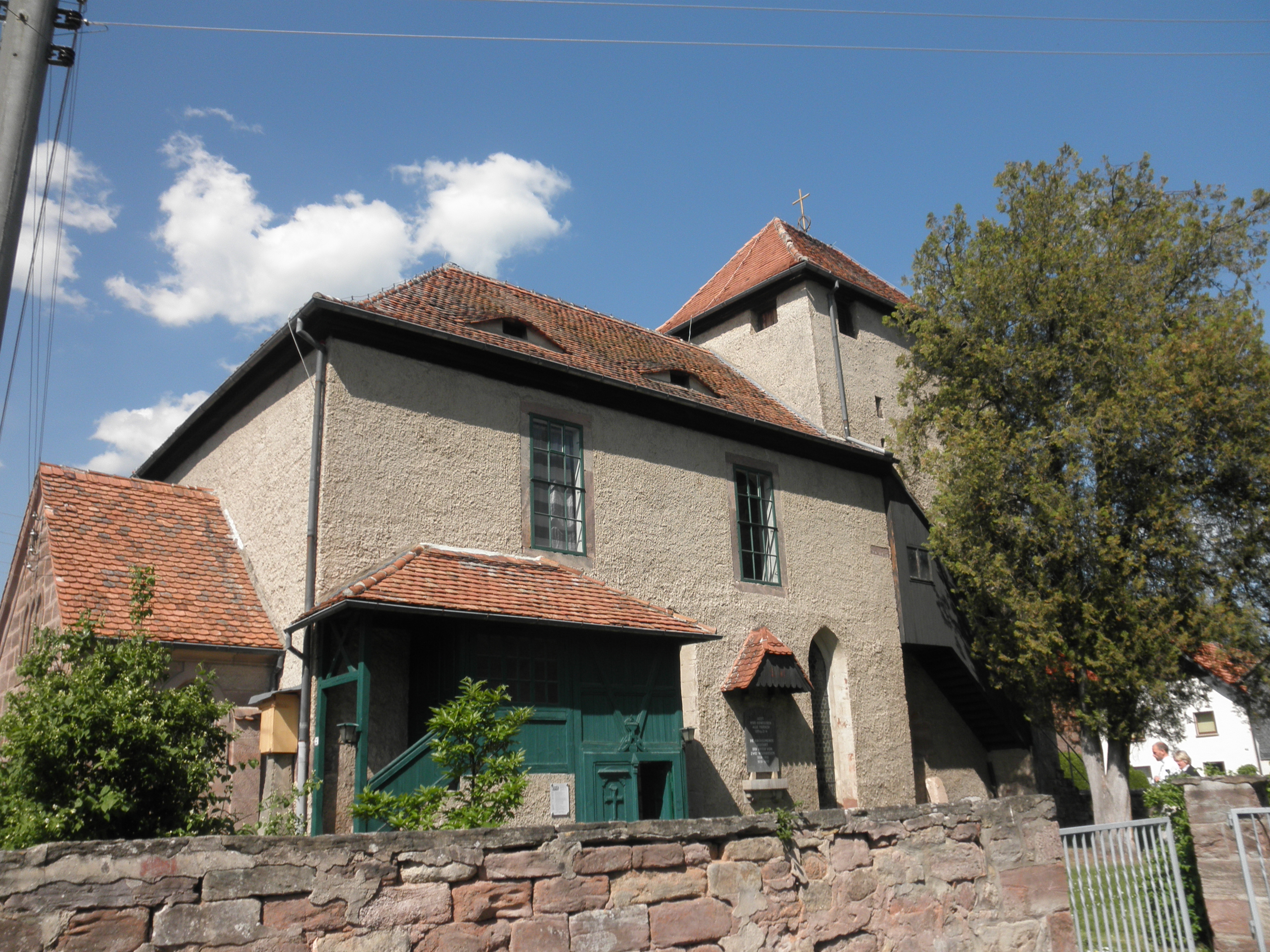
Kirche St. Peter und Paul in Gumperda

Gumperda wurde am 18. Mai 876 erstmals urkundlich erwähnt.
Der Ursprung der Kirche liegt im 12. Jahrhundert.
Der Ort wurde, wie ganz Thüringen, im April 1945 von US-Armee besetzt und Anfang Juli an die Rote Armee übergeben. Damit wurde es Teil der SBZ und ab 1949 der DDR. So machte Gumperda alle damit verbundenen Veränderungen bis zur deutschen Wiedervereinigung 1990 mit. Röttelmisch wurde zum 1. Januar 1979 eingemeindet.

## Sehenswürdigkeiten

### Bauwerke
- Die evangelische Kirche St. Peter und Paul in der Ortsmitte mit romanischem Ursprung wurde als Wehrkirche angelegt und ist wohl die älteste Kirche im Reinstädter Grund. Zwei Tympana im Kirchenschiff stammen aus dem 12. Jahrhundert: Das südliche Relief zeigt Adam und Eva, das nördliche (Tür vermauert) Blumenmotive. Der Chorturm wurde um 1500 zur jetzigen Größe erhöht, das Kirchenschiff im 18. Jahrhundert. Im Inneren befinden sich ein hochgotischer Flügelaltar mit Heiligenfiguren, der Orgelprospekt von 1709 (erbaut von Johann Georg Fincke) sowie die 2006 generalüberholte Schuke-Orgel von 1982.

- Ein Barockschloss, das „Gumperdaer Schloss“, im Ortszentrum wurde 1730 erbaut. Siegfried Schaffner d. Ä. richtete 1867 eine „Lehr- und Erziehungsanstalt für Knaben“ darin ein. Sein Sohn Siegfried Schaffner d. J. übernahm die Schule 1877 nach dem Tod des Vaters und entwickelte sie weiter. Er baute ein Internatsgebäude für die Schüler, weitere Schulgebäude, eine Turnhalle, einen Sportplatz und Wohnhäuser für die Lehrer. 1926 wurde das Landschulheim, die „Schaffner-Kleemannsche Erziehungsanstalt“, auch abiturberechtigt. 1946 erfolgte die Umwandlung in eine staatliche Zentralschule, später zentrale Hilfsschule und dann  Lehrlingswohnheim. Seit 2012 befindet sich das Gumperdaer Schloss in Privatbesitz und wird restauriert.

### Erinnerungsstätten
- Eine Gedenktafel am Schloss erinnert an den Gründer der Schule in diesem Gebäude 1867, Dr. Siegfried Schaffner d. Ä.
- Südlich des Ortes befindet sich am Waldrand der „Pädagogenfriedhof“, angelegt 1875 als Friedhof der Familie Schaffner. Davor steht ein Denkmal von Wilhelm Jacobi (1917) für Siegfried Schaffner d. J. In die Ruhebank eingemeißelt finden sich die Namen seiner im Weltkrieg 1914–1918 gefallenen Schüler. Zum Denkmal führt eine Kastanien-Allee, der „Wäldchen-Weg“.
- Ein Gemeinschaftsgrab mit Gedenkstein auf dem Ortsfriedhof erinnert an drei unbekannte KZ-Häftlinge, die bei einem Todesmarsch vom KZ Buchenwald im Frühjahr 1945 ihr Leben verloren.

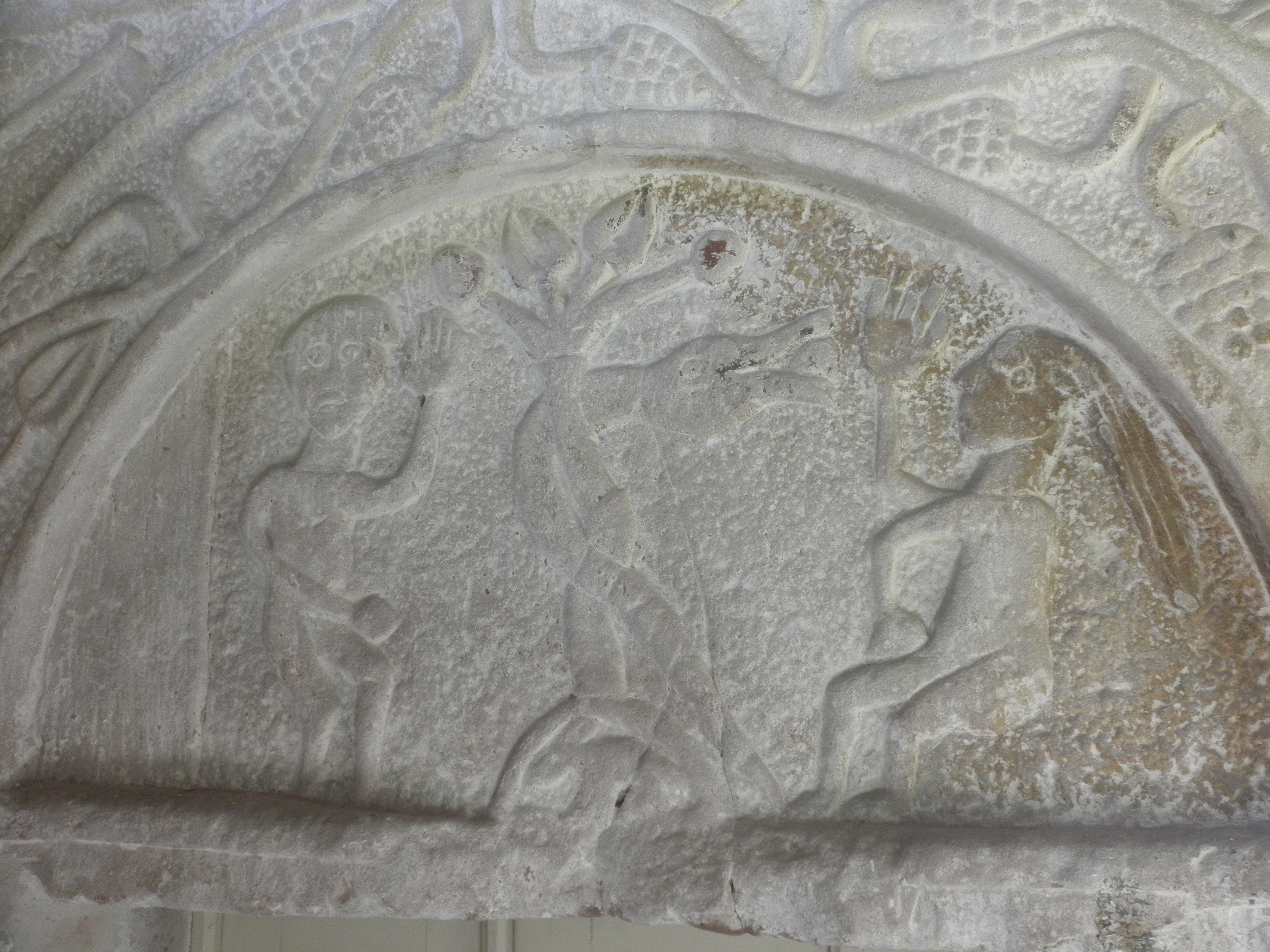
Tympanon aus 12. Jh. über Kirchtür in Gumperda
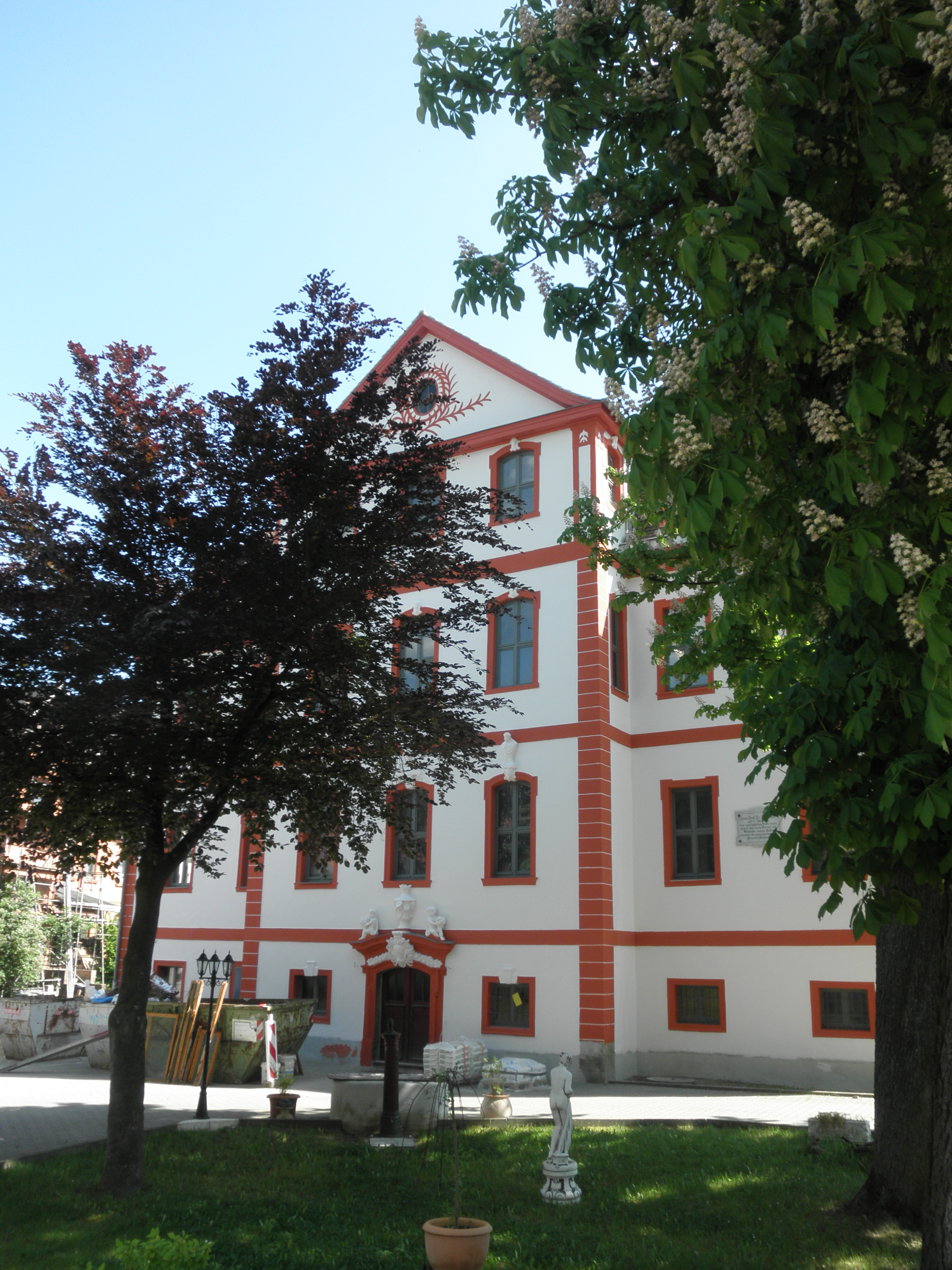
Schloss Gumperda, früher Schule, 2012
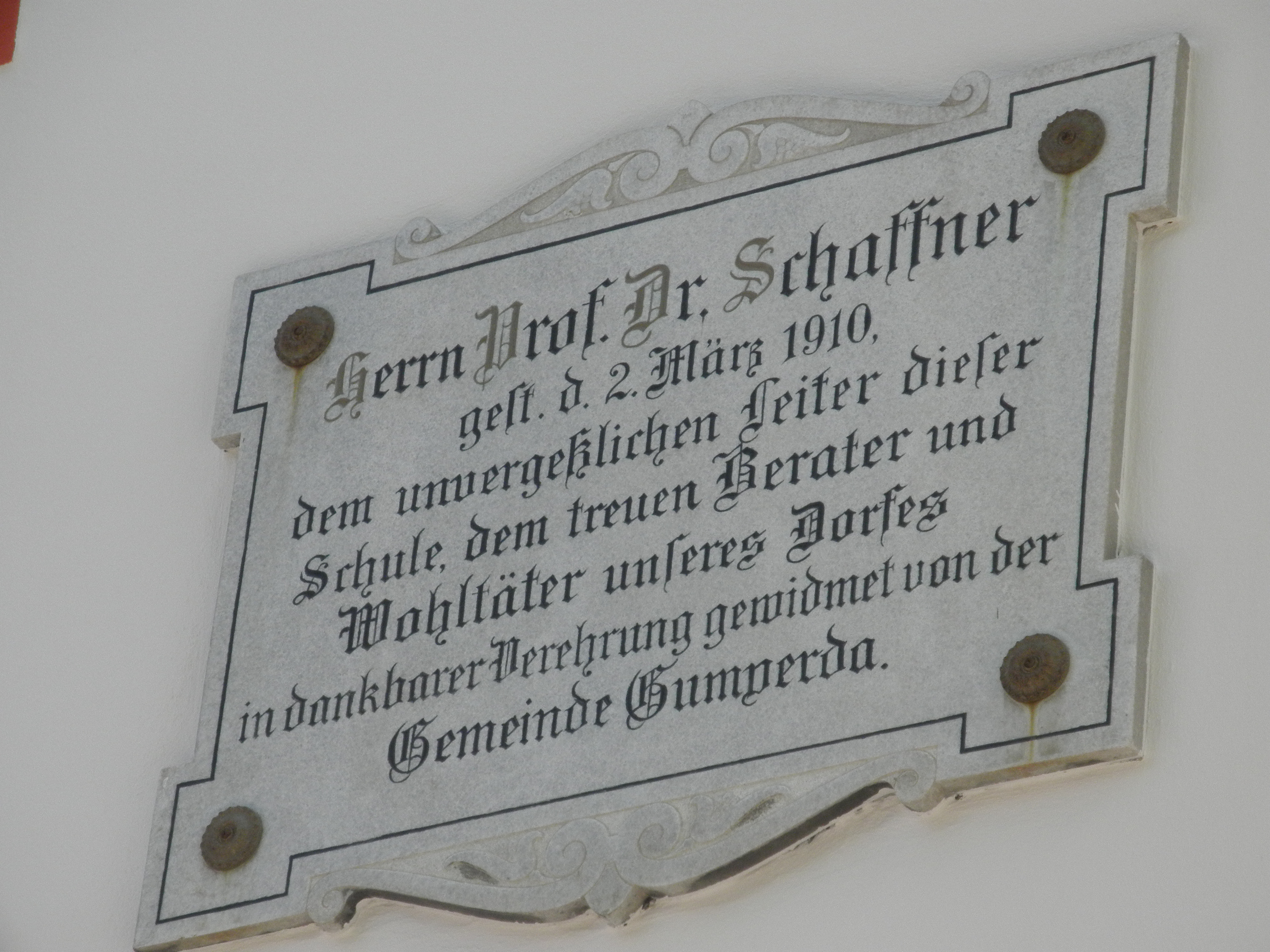
Gedenktafel am Schloss Gumperda
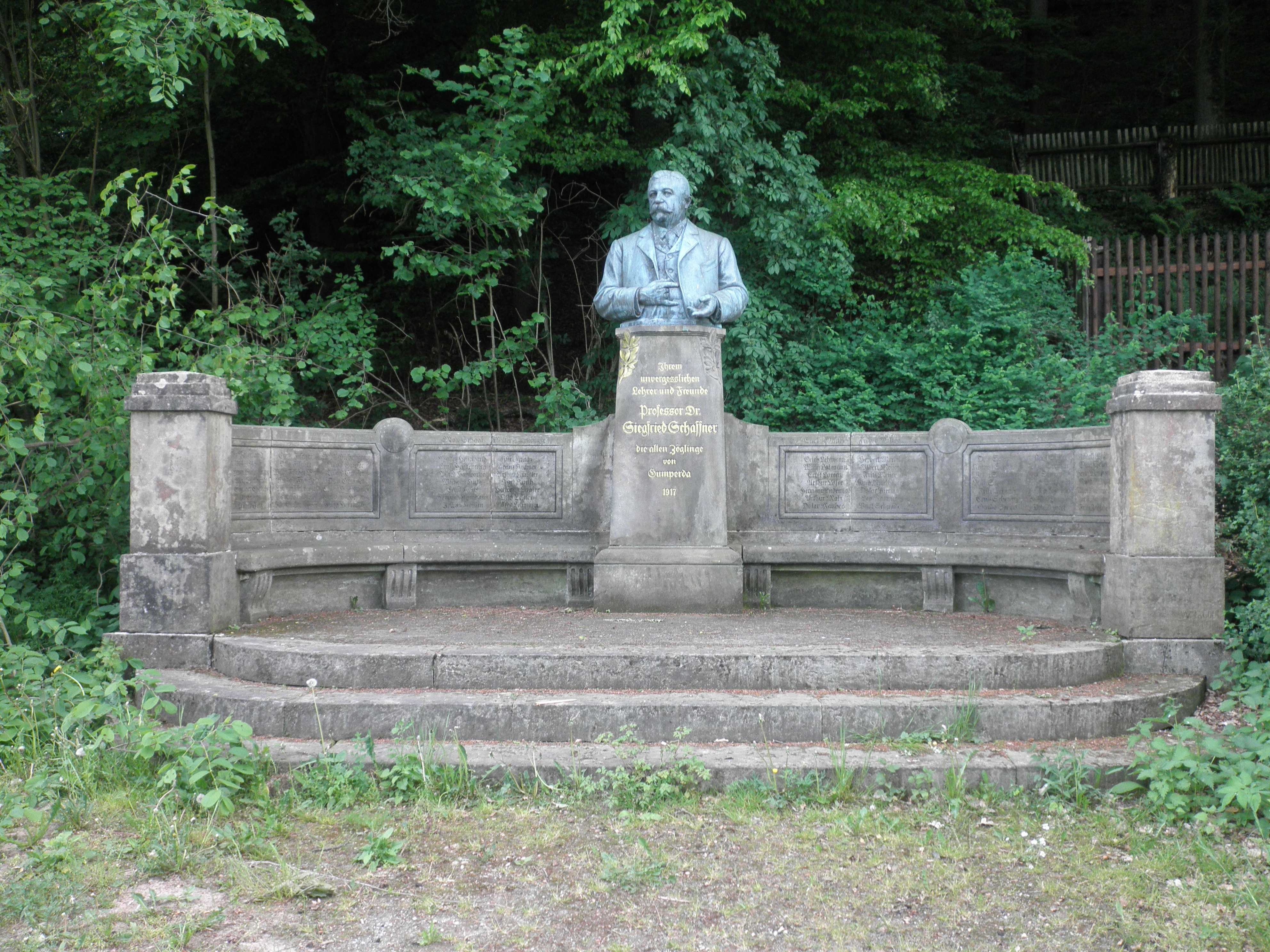
Siegfried Schaffner-Denkmal in Gumperda
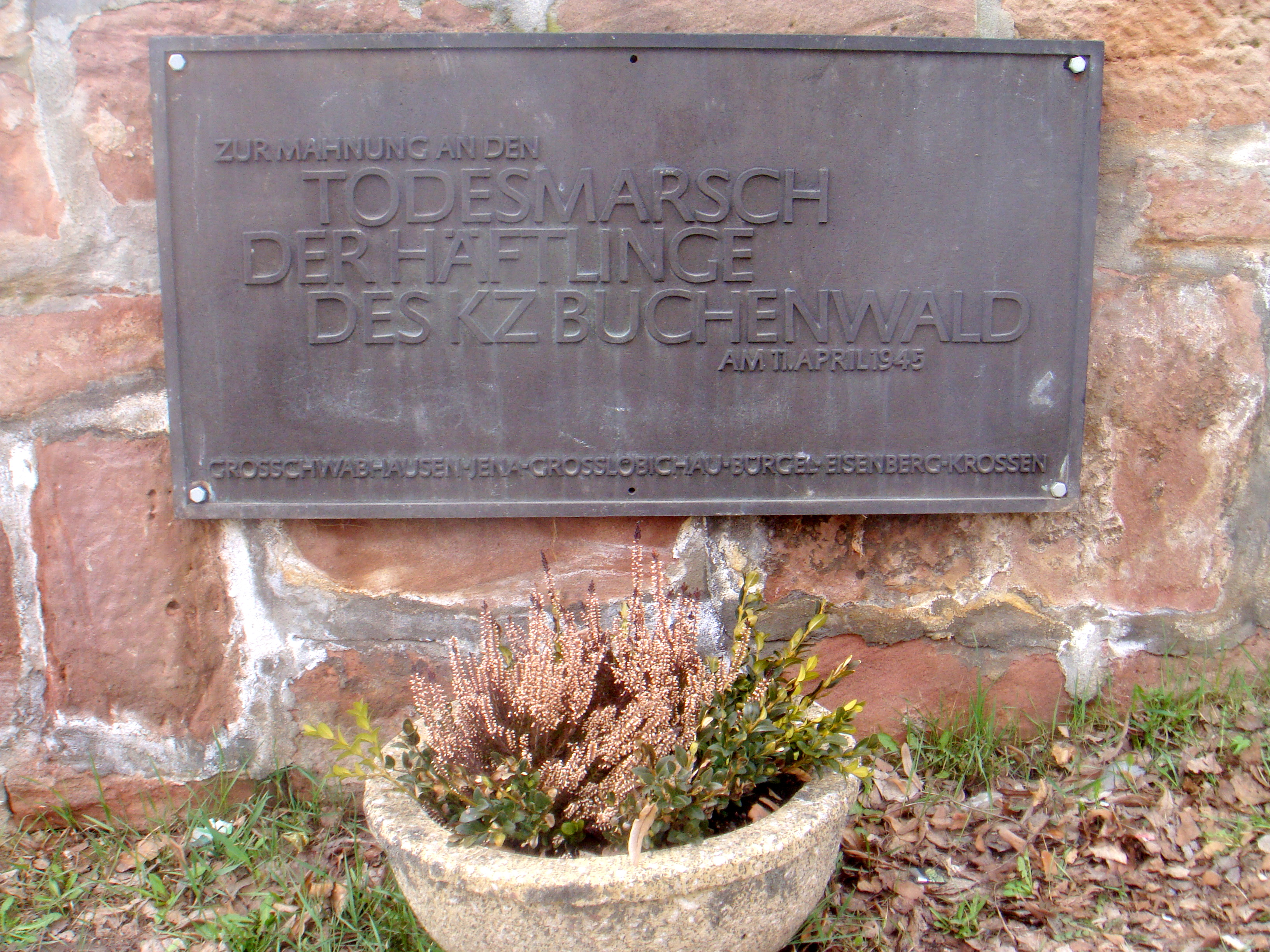
Gedenktafel für den Todesmarsch von Häftlingen des KZ Buchenwald im April 1945
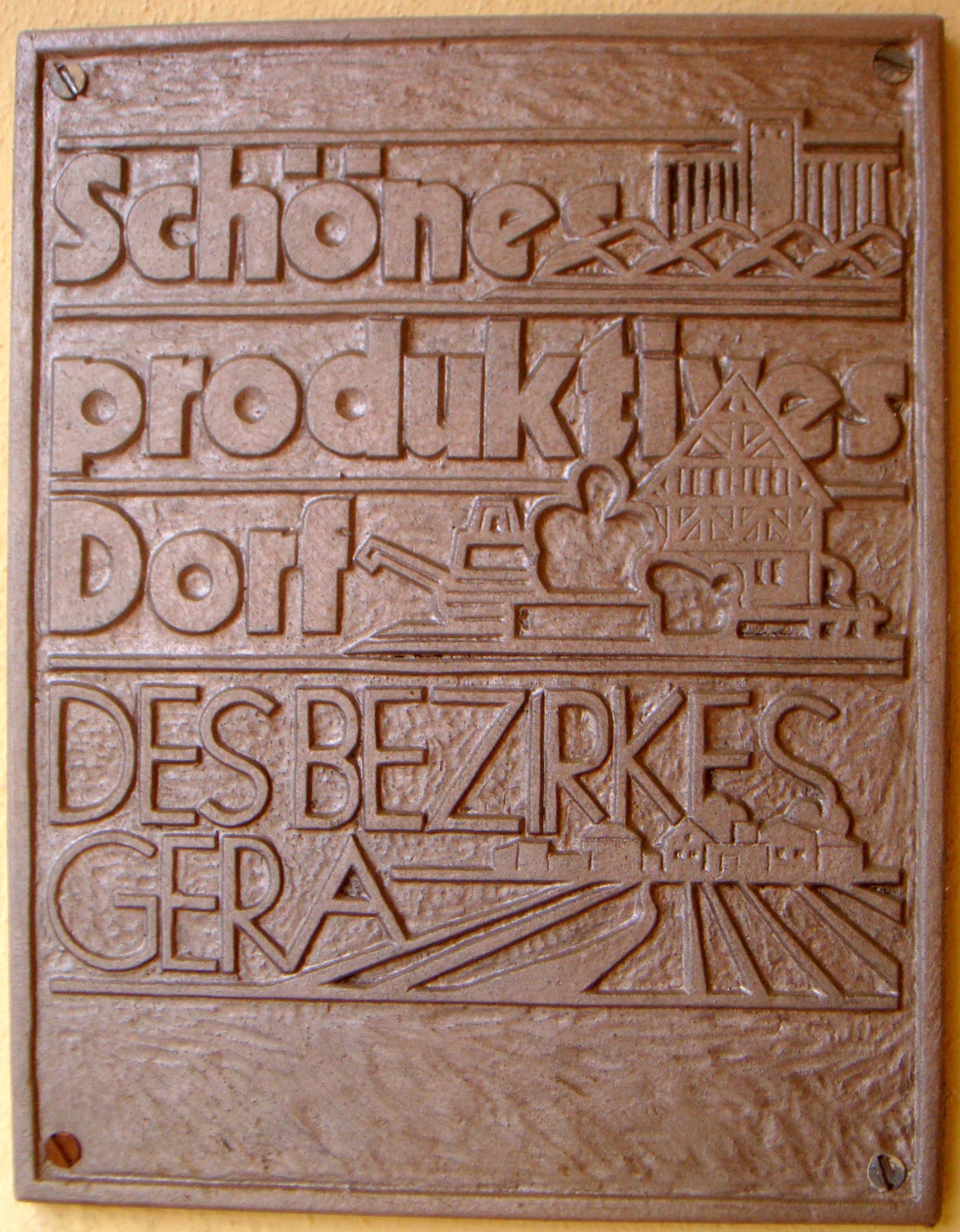
Auszeichnungstafel der Gemeinde Gumperda zu DDR-Zeiten
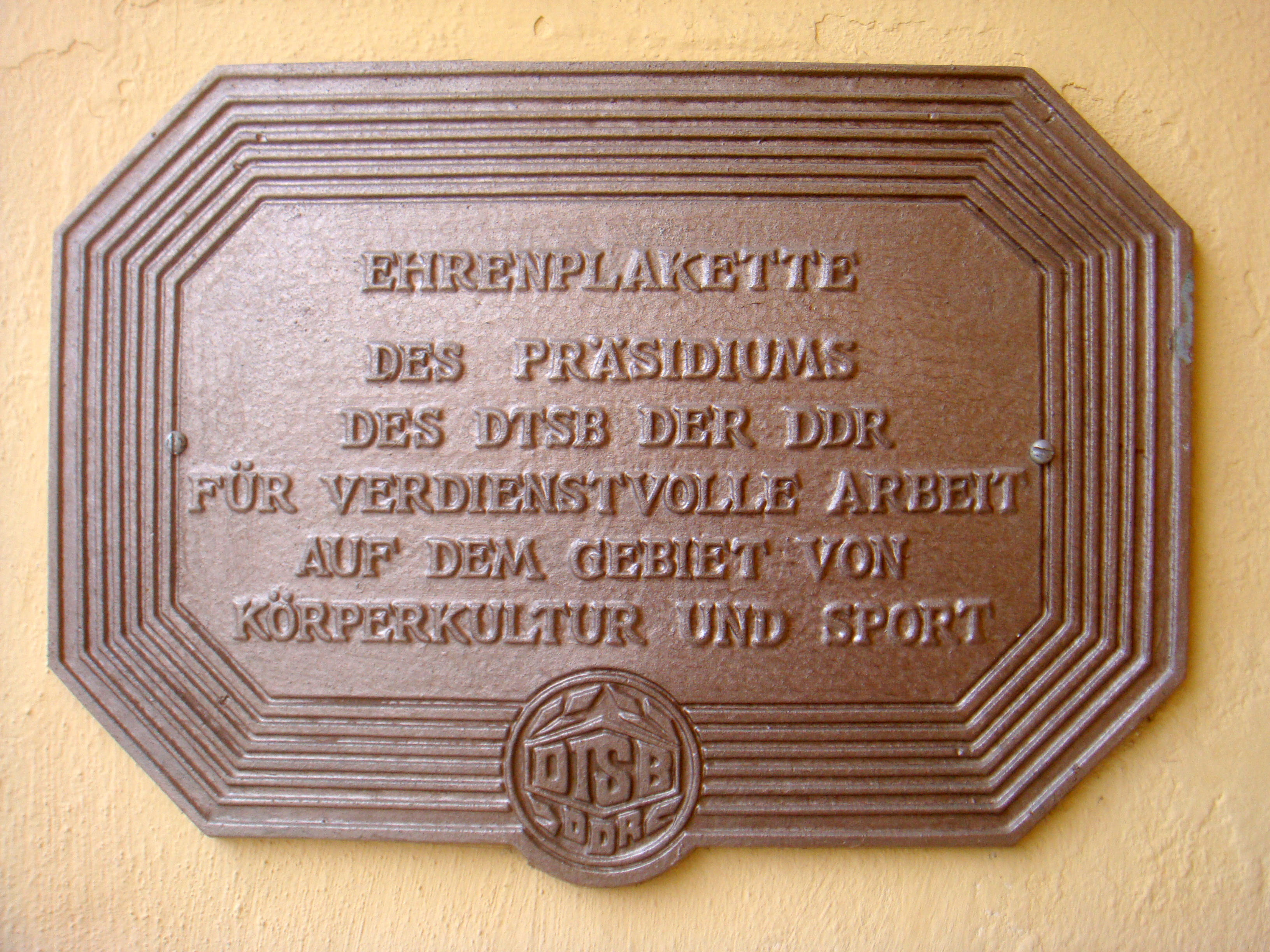
Ehrenplakette des DTSB der DDR für die Breitensportförderung der Gemeinde

## Persönlichkeiten
- Basilius Förtsch,  lutherischer Theologe, Kirchenlieddichter und -sammler, aus Rosla in Thüringen war 1612–1619 Pfarrer in Gumperda
- Siegfried Schaffner d. Ä. (* 1826 in Neustadt am Rennsteig; † 1877 in Gumperda), 1867 Gründer der bekannten Lehranstalt im Gumperdaer Schloss
- Otto Schmiedeknecht (* 1847 in Bad Blankenburg; † 1936 ebenda), war ein deutscher Entomologe und lehrte zeitweise an der Lehranstalt
- Siegfried Schaffner d. J. (* 1854 in Keilhau; † 1910), ab 1877 Nachfolger seines Vaters als Direktor der Lehranstalt in Gumperda, die er erfolgreich weiter ausbaute
- Heinrich Bergner (* 1865 in Gumperda; † 1918 in Heilingen), Pfarrer, war ein bedeutender Kunsthistoriker
- Paul Schachtschabel (1904–1998), Bodenkundler und Professor an der Universität  Hannover,  wurde in Gumperda geboren